# یوزف شوملو
یوزف شوملو (مجاری: Josef Somlo؛ ۵ اکتبر ۱۸۸۴ – ۲۹ نوامبر ۱۹۷۳) تهیه‌کننده فیلم اهل مجارستان بود.
از فیلم‌هایی که وی در آن‌ها نقش داشته‌است، می‌توان به شماره ۱۷ و سرزمین بی زن اشاره نمود.